# Canoeing tại Đại hội Thể thao Đông Nam Á 2019
Canoeing, kayaking và đua thuyền truyền thống tại Đại hội Thể thao Đông Nam Á năm 2019 được tổ chức tại Malawaan Park, Olongapo, Philippines từ ngày 3 đến 8 tháng 12.

## Bảng huy chương
| Hạng               | Đoàn               | Vàng | Bạc | Đồng | Tổng số |
| ------------------ | ------------------ | ---- | --- | ---- | ------- |
| 1                  | Indonesia (INA)    | 7    | 4   | 1    | 12      |
| 2                  | Thái Lan (THA)     | 2    | 3   | 5    | 10      |
| 3                  | Việt Nam (VIE)     | 2    | 1   | 3    | 6       |
| 4                  | Myanmar (MYA)      | 1    | 3   | 2    | 6       |
| 5                  | Philippines (PHI)  | 1    | 2   | 2    | 5       |
| Tổng số (5 đơn vị) | Tổng số (5 đơn vị) | 13   | 13  | 13   | 39      |